# Jon English
Jonathan James "Jon" English, född 26 mars 1949 i London, död 9 mars 2016 i Newcastle i New South Wales i Australien, var en brittiskfödd australisk sångare, låtskrivare, musiker och skådespelare.

## Biografi
English var son till Sydney och Sheila English, och emigrerade med familjen till Australien 1961 där fadern hade köpt ett hus i Cabramatta, och där han gick i skola vid Cabramatta High School. Fadern, som var en självlärd pianist och även spelade lite gitarr och trummor, köpte en gitarr till sin unge son.
English fick sin första spelning av rockmusik när hans grannes band behövde en gitarrist och var då omkring 16 år. Han uppmanades också att göra en sång och sjöng då "Twist and Shout" som populariserats av Beatles. Hans tidigaste kända band var sedan Zenith 1965, som bildades vid Cabramatta High School.
Efter varierande framgångar med olika band fick English i januari 1972 rollen som Judas Iskariot i den australiensiska versionen av Jesus Christ Superstar från maj 1972. Producenterna Miller och Sharman valde English bland över 2000 sökande. Han deltog också i en studioinspelning av Reg Livermore och Patrick Flynns rockopera om Ned Kelly, och använde en del av Superstars kör till hjälp för att spela in sitt första soloalbum, Wine Dark Sea, som släpptes på Warm & Genuine Records/Phonogram i mars 1973.
Under sin långa karriär hade English stora framgångar i en rad framträdande. I slutet av 1970-talet hade han en huvudroll i dramaserie Mot alla vindar, som gick på svensk TV i början av 1980-talet. Under 1990-talet spelade han i serien Alla tillsammans nu. Den gick över tre säsonger i Australien, men är mindre känd i andra länder.
Från 1983 till 1985 vann English fyra Mo Awards med tre på varandra följande "Årets underhållare"-utmärkelser och en ytterligare "bästa manlige sångare" 1985. Han har framträtt i Gilbert och Sullivans operett Pirates of Penzance, The Mikado och HMS Pinafore från 1984. Föreställningarna av Essgee Entertainments produktioner av Gilbert och Sullivan-trilogin sändes på australisk TV 1994-1997. De har alla släppts på VHS och senare även på DVD.
År 2015 spelade English på Sweden Rock Festival och under sin vistelse i Sverige bestämde han sig för att spela in ett nytt soloalbum tillsammans med sina vänner i bandet Spearfish. Många nya låtar var skrivna och inspelningar planerade att starta den 14 mars 2016. I slutet av februari 2016 fördes emellertid English till sjukhus på grund av "oförutsedda hälsoproblem" och var tvungen att avbryta flera schemalagda föreställningar på grund av planerad kirurgi för en aortaaneurysm. Han dog efter postoperativa komplikationer sent på kvällen den 9 mars 2016.

## Diskografi

### Solo Studioalbum
| - Wine Dark Sea (Mars 1973, Warm and Genuine) - It's All a Game (1974, Warm and Genuine) - Hollywood Seven (1976, Polydor) - Minutes to Midnight (Mars 1977, Polydor) - Words Are Not Enough (1978, Polydor) - Calm Before the Storm (April 1980, Mercury Records/Frituna) - In Roads (1981, Mercury/Frituna) - Jokers and Queens med Marcia Hines) (1982, Midnight Records) - Some People... (1983, Midnight Records/Frituna) - Dark Horses (1987, Midnight Records/Frituna) - The Busker (1988, BMG) - Against the Wind, Mot alla vindar (med Mario Millo) (1978, Polydor/Frituna) - Beating the Boards (1982, Midnight Records/Frituna) - The Rock Show (2012, SoundOne, EMI Records, Ambition Entertainment) | - Jesus Christ Superstar – Originalinspelning (1972, MCA) - Ned Kelly – Studioinspelning (1974) - Street Hero - Soundtrack (1984) - Paris (A Rock Musical) - Studioinspelning (1990, WEA) - The Pirates of Penzance – Studioinspelning (1994) - Buskers and Angels - Studioinspelning (2000) - English History (August 1979, Frituna) - Modern English: 16 Great Hits (1984, EMI) - The Best of Jon English (1993, BMG) - English History II (2001) - Mot Alle Vindar - Six Ribbons (2007) - Legends - Jon English (2008) - Six Ribbons - The Ultimate Collection (2011, Fanfare) - History (July 2016, Fanfare) |

## Filmografi
- 1972 - Jesus Christ Superstar, TV-inspelning, som/Judas Iscariot, första TV-framträdande
- 1975 - Matlock Police, ett avsnitt kallad "The Grass is Greener" i TV-polisdrama, som Quinlan, första TV-roll som skådespelare
- 1978 - Mot alla vindar, 13 avsnitt av TV-serie, i huvudroll som Jonathan Garrett
- 1980 - Touch and Go, film, som Frank Butterfield, första film med manlig huvudroll
- 1991–1993 - All Together Now, 101 avsnitt i TV-serie, i huvudroll som Bobby Rivers
- 1994 - The Pirates of Penzance, TV-version av teater, första av Gilbert och Sullivan-trilogin från Essgee Entertainment
- 1995 - Frontline, ett avsnitt, "Let the Children Play"
- 2000 - Pizza, ett avsnitt av TV-komediserie
- 2000 - Walk the Talk, film, som Phil Wehner, sista kända filmroll
- 2006 - Countdown Spectacular som soloartist, sista kända TV-framträdande
- 2008 - Time Trackers, barn-TV-serie, som Old Troy, sista kända TV-spelroll

## Scenframträdanden
- 1972–75, 1979 – Jesus Christ Superstar, mer än 700 framträdanden som Judas Iskariot
- 1974 - The Bacchoi, Nimrod Theatre Company
- 1984–86 - The Pirates of Penzance som Pirate King, Victoria State Opera
- 1987 - Rasputin som Rasputin
- 1988 - Big River som Pap Finn
- 1990 - Paris (författare med David Mackay)
- 1994 - The Pirates of Penzance som Pirate King, Essgee Entertainment production
- 1995–96 - The Mikado som Pooh-Bah, Essgee Entertainment production
- 1997 - H.M.S. Pinafore som Dick Deadeye, Essgee Entertainment production
- 1998 - Noises Off
- 1998–99 - En kul grej hände på väg till Forum, som Pseudolus, Essgee Entertainment production
- 2001 - Are you being Served?[7] as Mr. James "Dick" Lucas
- 2004 - Krutgubbar som Sergeant Wilson
- 2012 - Jesus Christ Superstar som Pontius Pilatus
- 2013 - Hairspray som Edna Turnblad, Packemin Productions[8]
- 2014 - Spamalot som King Arthur, Harvest Rain Theatre Company[9]

## Utmärkelser
- 1979 – TV Week Logie Award 'Best New Talent in Australia' för rollen i Mot alla vindar
- 1979 – TV Week/Countdown Music Awards 'Populäraste manliga skådespelare'
- 1983 – Mo Awards 'Årets underhållare'[3]
- 1984 – Mo Awards 'Årets underhållare'
- 1984 – Green Room Award för manlig huvudroll (Music Theatre) för rollen som the Pirate King i The Pirates of Penzance
- 1985 – Mo Awards 'Årets underhållare' och 'manlig sångare'[10]
- 1991 – ARIA Awards 'Best Original Soundtrack/Cast/Show Recording' för Paris delat med David Mackay[11]